# L'Esclavage moderne
Ne doit pas être confondu avec Esclavage contemporain.
L'Esclavage moderne (en russe : Рабство нашего времени) est un pamphlet écrit par Léon Tolstoï et publié en 1900. Ce livre est une réactualisation de ses idées exposées dans Ce qu'il faut faire ? publié en 1888, où les sujets abordés sont la résistance à la violence par la passivité (ce qui influencera Gandhi et la résistance passive), la désobéissance civile, une glorification des valeurs paysannes, une critique de la société industrielle et des effets néfastes qui apparaissent parallèlement au progrès. Il expose l’idée que le capitalisme, libéral ou d’État (socialisme d’État), ne résoudra pas les problèmes des ouvriers et autres travailleurs. Sa pensée peut-être résumée de cette manière : « La cause de la malheureuse condition des ouvriers est l’esclavage. La cause de l’esclavage est l’existence des lois. Or les lois s’appuient sur la violence organisée ». De par son rejet de la toute puissance de l’homme, et sa critique d'aliénation au sens large, Tolstoï peut être considéré comme un précurseur de la pensée de la décroissance.

## Introduction
Le recensement de Moscou de 1897, directement réalisé par l’administration russe (auparavant celui-ci était réalisé par l’intermédiaire des élites religieuses) et touchant le monde rural, fut vu par la population comme une intrusion dans les villages, visant à remettre en cause l’autonomie de la population et une opération de contrôle politique. À la suite des problèmes soulevés par celui-ci (révolte de la population, disparition d’un mode de vie rural...), Tolstoï s’interroge sur les conditions sociales de la Russie de la fin du XIXe siècle.
Cette œuvre est un exposé des idées de Tolstoï. Il n’est pas à l’image d’une doctrine d’état, il expose que son propos est à l’échelle individuelle et quotidienne. Il a conscience de son parti pris, tout en critiquant les méthodes du parti adverse : « Je sais que les sublimes paroles, également dénaturées par les commentaires fantaisistes des libéraux et des prêtres, donneront à la plupart des gens soi-disant cultivés de telles prétentions contre l’article [...] que sans doute il ne le liront pas ».

## Résumé
Trente-sept heures de travail
Ce chapitre introductif sert d’illustration au propos de l’auteur. Il y décrit les conditions de travail d’ouvriers russes dans la gare de Moscou-Kazan : des ouvriers sous payés « 1 rouble 15 kopecks par 1000 poudes de marchandises chargées (environ 16,38 tonnes) », aux horaires dégradants et vivant dans des conditions de travail précaires. Tolstoï expose les abus qu’ils subissent, comparant leur travail aux corvées du Moyen Âge. En les questionnant, il se rend compte que leur seule revendication concerne l’aménagement d’une salle de repos, et en aucun cas la remise en cause de leur travail. Il en tire la conclusion que le chômage de masse, qui provoque l’exode rural, oblige les travailleurs à accepter les pires conditions et à s’adapter à celles-ci. Il cite : « ces hommes dont l’existence était beaucoup plus dure que celle des bêtes de somme ».
L’indifférence de la société
Il cite ensuite divers exemples au sein de Moscou : une fabrique d’étoffe de soie, ou 3 000 femmes et 700 hommes travaillent avec les « derniers perfectionnement de la technique moderne ». Il exprime l’idée de sacrifice, les hommes et femmes quittent leurs villages d’origine et leurs foyers et abandonnent leurs familles et enfants. L’industrialisation atomise donc les familles.
Le sacrifice de vie humaine est aussi marqué par l’exemple qu’il donne d’un ouvrier, jeune mais handicapé à la suite d'un accident de travail, renvoyé sans allocations ou aides. Ce sacrifice n’est que « les conséquences inévitables d’un ordre des choses ». Le risque au travail n’est pas encadré, comme il le montre avec l’exemple des typographes, empoisonnés au plomb et le travail dangereux des mineurs. Ainsi, l’espérance de vie en Angleterre est de 55 ans pour les hautes classes, et de 29 pour les ouvriers. Ce sont les effets de l’industrie moderne, les conséquences ignorées. 
Il exprime enfin l’idée que l’amélioration des conditions de travail n’est pas une solution en soi. La nature du libéralisme de l’époque rend les hautes classes et classes moyennes coupables de consommer, tout en ignorant les conséquences de cette consommation. Le sort des ouvriers importe peu, au contraire des commerçants.
La science justifie l’état des choses actuel
Tolstoï propose une explication à cet aveuglement :  la science du progrès,  donne une représentation du monde qui fait de l’homme un instrument. Il critique ainsi l’idée du rationalisme. Il en profite aussi pour faire une attaque contre la religion, en particulier le chrétienté, qui a posé dès le Moyen Âge, l’idée d’une pauvreté nécessaire pour les travailleurs (les serfs) et de la jouissance des autres (les seigneurs). Le progrès est donc une nouvelle religion, au même titre que le catholicisme, qui permet une acceptation de l’ordre social. Cependant, l’histoire nous montre une remise en cause de ces valeurs, avec par exemple la Révolution française. C’est ainsi qu’est née l’économie politique, devant justifier l’état des choses par des lois, immuables et naturelles, sur le même modèle que la loi scientifique (loi de l’offre et de la demande, capital, bénéfice...).  Cette science ne servirait selon lui qu’aux privilégiés, les intellectuels, et voit sa dimension universelle être faussée car elle est née dans un cadre spatio-temporel restreint : l'Angleterre du XVIIIe au XIXe siècle, avec des auteurs tels que Adam Smith.
L’économie politique affirme que tous les ouvriers des champs seront obligés de passer par l’usine
Dans ce chapitre, l’auteur vient critiquer les idées socialistes de l’époque, que l’on peut retrouver dans la pensée de Paul Lafargue dans son écrit Le Droit à la paresse, publié en 1880. Il fait une nouvelle comparaison avec le pouvoir de l’Église : 2 classes existent, une inférieure, l’autre supérieure, avec pour motivation l’idée d’un futur meilleur qui passe par la socialisation des moyens de production, servant de justification pour la classe privilégiée de l’ordre social. La science du progrès se charge donc de répondre : les ouvriers et autres travailleurs doivent se regrouper en société de coopération et doivent lutter par des grèves, participation au pouvoir... Ils doivent faire pression pour obtenir des améliorations. Les intellectuels de l’époque expriment l’idée qui cette socialisation n’est qu’une question de temps.
Tolstoï caractérise cette doctrine comme étant un « aveu d’ignorance ». Il apporte l’idée que les travailleurs possèdent eux-mêmes des moyens de production mais qu’ils les ont abandonnés lors de l’exode rural. C’est donc une critique du capitalisme, qui pousse les gens à désirer plus qu’ils n’ont tout en sacrifiant ce qu’ils ont, critique qui apparaît dans l’idée de décroissance, en particulier chez la pensée taoïste, avec l’œuvre de Lao Tseu, le Tao Tö King. 
Ainsi, le désir d’avoir plus n’est qu’une aliénation qui détourne de la réalité. On peut y voir aussi un éloge de la simplicité volontaire : « Car pour le bonheur de leur vie, il importe fort peu qu’ils puissent se payer des fantaisies luxueuses : montres, mouchoirs de soie, tabac, eau-de-vie, viande, bière, mais seulement qu’ils recouvrent enfin la santé, la moralité et surtout la liberté ». Le loisir vient donc faire accepter les conditions de travail. Il déplore ensuite la débauche que provoque ce loisir, l’alcoolisme en particulier, qui fait disparaître ce que Tolstoï appelle des « valeurs sûres », qui sont selon lui « la vie de famille, et le travail de la terre, le seul raisonnable ». 
Cette simplicité volontaire est la clé de voûte de la pensée de Tolstoï, il prône une vie simple en pleine nature, loin de la servitude imposée, qui détruit les générations et le lien social. Il rejoint ainsi l’idée de Karl Marx sur le déracinement des paysans. Le socialisme ne sert que l’intérêt de ce capitalisme, tentant de faire oublier cette « vie simple ». Il critique aussi l’opinion publique de l’époque qui véhicule une image positive de l’exode rural.

### Cette affirmation est fausse
Les conclusions des socialistes de l’époque sont dues qu’au fait que ceux-ci appartiennent à cette classe de privilégiés, refusant ainsi une remise en cause plus globale. Il accuse l’école socialiste d’être responsable de la continuité du système industriel, car elle justifie la division du travail et l’atomisation des structures sociales. De plus, cette classe dominante serait actrice de cette socialisation promise en qualité de « dessinateurs, de savants, d’artistes », le prolétariat sera toujours dans cette révolution condamné aux bas métiers dans l’industrie, que la science se chargera de rendre plus agréable, par des améliorations qualitatives de celui-ci mais aussi par la création de nouveaux besoins, les loisirs construits de toutes pièces, qui provoquera l’abandon d’une vie simple et centrée sur le « réel ». Tolstoï se pose donc comme un véritable critique de la pensée progressiste sociale, ne servant selon lui que les intérêts de la société industrielle.

### La banqueroute de l’idéal socialiste
Il tente ensuite de critiquer ce modèle de société, le socialisme d’État. Dans le système capitaliste, la production est déterminée par les lois économiques. Cependant, dans l’idéal socialiste, si tous les hommes demeurent libres, les demandes excéderont la capacité de production possible (en particulier avec l’apparition du crédit, permettant dans les modèles actuels une demande illimitée, garantissant la consommation, ce que propose d’ailleurs Paul Lafargue dans son ouvrage comme solution à ce problème que Tolstoï pose). Il faut donc garantir une production presque infinie. Comment faire alors pour que l’homme désormais libre, accepte de travailler pour l’industrie ? La mécanisation et la division du travail permettent au système capitalisme d’assurer cette capacité de production. Mais la seule solution pour la socialisme d’État serait de reprendre les méthodes industrielles, tout en contraignant les hommes à travailler : « Ils commanderont et tous les autres obéiront ».
Enfin, il expose une critique de la division du travail. Elle permet à chaque homme de se spécialiser dans le domaine où il excelle. Il prend l’exemple d’une production artisanale dans un village, permettant la vie de celui-ci. Cependant, dans l’industrie, cette division isole le travail de sa production, il ne produit plus qu’une partie du travail, il n’en a pas le contrôle total. Elle supprime donc les savoir-faire (on peut retrouver cette idée dans la conférence de Williams Morris donnée en 1894, publiée sous le nom de L’âge de l’ersatz). Il s’oppose ainsi à Karl Rodbertus, promoteur du socialisme d’État, qui exprime l’idée que la division du travail rapproche les hommes dans un projet commun, mais extérieur à la volonté propre de l’individu selon Tolstoï : « Mais si, indépendamment de la volonté des travailleurs et même contre leur désir, on a projeté de construire une route stratégique, une tour Eiffel ou quelqu’une des absurdités dont regorge l’Exposition de Paris, si l’on oblige dans ce but un ouvrier à extraire du minerai de fer, un autre à porter du charbon dans les hauts-fourneaux, un troisième à fondre le minerai, un quatrième à couper des arbres, un cinquième à équarrir les troncs abattus, sans que l’un ni les autres aient la moindre notion du but que leurs efforts concourent à réaliser, la division du travail aura pour effet d’isoler chacun de ces coopérateurs à l’œuvre finale au lieu de les rapprocher ».

### Culture ou liberté?
Les tenants du pouvoir sont donc obligés d’améliorer les conditions de travail pour éviter tous débordements, tout en évitant soigneusement une révolution économique radicale. Il compare l’action des libéraux « d’autrefois » qui suivaient avec sympathie les révoltes paysannes contre les seigneurs et les rois, aux libéraux contemporains, qui laissent les grèves et soulèvements d’ouvriers avoir lieu, pour laisser croire à une émancipation possible. Ce postulat permet à Tolstoï d’arriver à une critique de la Culture, qu’il caractérise comme un « aveugle fanatisme » que les hautes classes matérialisent dans « la lumière électrique, les téléphones, les expositions, tous les jardins d’Arcadie du monde avec leurs concerts et leurs réjouissances, les cigares, les boîtes d’allumettes, les bretelles et les automobiles ». Il exprime donc son dégoût face à ce que les intellectuels de l’époque considèrent comme étant émanation de la culture, à savoir en particulier l’Exposition Universelle de Paris de 1900, véritable vitrine technologique, ignorant le coût humain qui se sache derrière celle-ci.
Il prône une culture qui ne serait pas aliénante, ou « les gens vraiment civilisés préféreront toujours voyager à cheval plutôt que de se servir des chemins de fer ». Le progrès industriel doit au contraire permettre la sauvegarde du pouvoir acquis sur la nature tout en nuisant pas à autrui, ni à celle-ci.

### Nous avons un esclavage moderne
Afin de justifier son propos, Tolstoï donne l’exemple d’un homme étranger aux coutumes et mode de vie des Européens et postule l’idée que par l’observation, il en déduirait l’existence des 2 classes. Cependant, cette vision simpliste, même l’auteur la critique : le travailleur moderne vit dans de meilleures conditions physiques que dans le cas du servage, et une classe intermédiaire « à la fois esclaves et maîtres » apparaît, avec l’exemple des contremaîtres.
Pour garantir, cette condition, en plus de la contrainte, l’esclavage au sens de Tolstoï, est poussé par l’argent et la propriété. Par exemple, l’absence de propriété pousse les ouvriers à « se soumettre des grands industriels » et dans le cas de paysan ayant eu une mauvaise récolte, à s’endetter. Il affirme que l’esclavage existe toujours, sans que ses contemporains en aient conscience, de par l’action des intellectuels qui expliquent que la situation des ouvriers est nécessaire, et surtout grâce à l’acceptation historique que le phénomène de l’esclavage est aboli depuis la fin de la traite négrière aux États-Unis. Le concept est alors juste une histoire de définition, l’argent vient supprimer l’ancien modèle de l’esclavage, ou du servage, pour en créer un autre.
Il profite pour donner des exemples : l’abolition de l’esclavage en Russie fut fait après que la classe dominante ait pris possession de toutes les terres, que l’on céda ensuite aux paysans au prix de lourdes dettes : l’argent vient donc remplacer les anciens liens de servitude. Il cite ensuite l’exemple de l’Allemagne, où une série de réformes visant à imposer les ouvriers se fait après que la grande partie de la population fut privée de biens. « On ne laisse tomber un instrument de servitude que lorsqu’un autre fait déjà son œuvre ».

### En quoi consiste cet esclavage?
Le manque de terre et les obligations fiscales obligent l’homme à aliéner sa liberté et le goût qu’il développe pour certains vices le retient à cette condition. Ainsi, il exprime son espoir dans certaines idées d’Henri George, économiste américain, prônant un impôt unique censé réduire les effets néfastes que le progrès provoque. Cette première mesure, associée avec un combat de la création du besoin, irrationnel selon l’auteur, pose une première solution. Cependant, ce besoin est le plus dur à combattre car il fait l’effet d’une contagion, des hautes classes vers les basses classes. Le travailleur est donc condamné à la misère de façon permanente.

### Les lois sur l’impôt, la terre et la propriété
Tolstoï tente dans ce chapitre d’établir une critique des lois dites « loi de fer », loi sur l’impôt de la terre et la propriété, qui est selon lui, avec l’ensemble des lois humaines, une des raisons du malheur des hommes : dans un premier temps, la propriété privée a permis l’accaparement des terres, ensuite une loi sur l’imposition rend son paiement obligatoire, et enfin les propriétés deviennent inaliénables. Il désigne ces lois comme responsables de l’esclavage moderne et leur oppose une question de justice sociale ; elles sont amorales. Il expose les idées de ses contemporains : la propriété de la terre est là pour garantir une production (culture, élevage...) optimale. Cependant, dans la réalité des faits, elle ne permet uniquement selon lui que de garantir aux grands propriétaires de faire exploiter celle-ci par d’autres hommes (métayage, fermage...), l’argument de l’agriculture ne serait donc qu’un prétexte.
Ensuite, l’idée de l’impôt découlerait d’un consentement de la population. Il considère ces affirmations des intellectuels comme fausses, en prenant pour exemple la naissance des impôts au sein du féodalisme, structure que la société moderne va réutiliser. Il donne l’exemple de la Russie où 1/50e de l’impôt est utilisé à des fins d’éducation, alors que les 49/50e restant sont utilisés pour la guerre, l’armement, les prisons...
Il en est de même pour toutes les nations démocratiques, l’impôt ne sert que les intérêts nationaux par la guerre. Ces lois sont donc une justification des classes dominantes afin de protéger les acquis qu’elles possèdent.

### Ces lois sont causes de l’esclavage
Les réformes proposées contre ces lois ne sont qu’un remplacement par d’autres dispositions législatives qui ne changent pas la forme de l’esclavage moderne. Modifier une de ces trois lois, par exemple basculer l’impôt des ouvriers sur les propriétaires, ne change pas la propriété de la terre, qui verra par la suite apparaître de nouveaux impôts de compensation. Ainsi, les idées d’Henry George sur l’impôt annuel, obligeront les agriculteurs à emprunter lors des mauvaises récoltes : « il est donc évident que la suppression d’une des trois causes de l’esclavage – propriété de la terre, impôts, propriété des objets de consommation et des moyens de production – l’esclavage revient à son ancienne forme à peine modifiée – la contrainte du travail ».
Il critique aussi les lois dites sociales, en particulier celles rendant obligatoire l’école, imposant aux ouvriers certaines conditions de travail (limite d’âge par exemple), et surtout celles visant à responsabiliser le salarié comme étant une nouvelle forme d’esclavage qui apparaîtra dans un futur proche.

### Qu’est ce qu’une loi?
Il émet ensuite une critique globale sur la notion de droit, qui est selon sa définition une forme d’aliénation « les savants nous disent que la loi est l’expression de la volonté du peuple ». C’est une méthode pour la caste dominante de recourir à la violence en cas de refus de son autorité, la loi permet donc le maintien de l’ordre social. Cependant, celle-ci répond à la violence par la violence, c’est que Tolstoï appelle la « Violence organisée » (la police, la prison... toute institution qui représente l’ordre). Cette idée se retrouve dans l’œuvre de Paul Nizan, Les Chiens de garde, publiée en 1932, où il expose une critique contre les philosophes et intellectuels qui ne sont pas ancrés dans la réalité, ils se contentent des idées, et justifient donc l’état des choses selon une pensée biaisée.

### Qu’est ce qu’un gouvernement? Les hommes pourrait-ils vivre sans gouvernement?
L’auteur s’interroge ensuite sur la nécessite d’un gouvernement : d’un côté, la classe dominante clame que sans celui-ci «  ce sera le chaos, l’anarchie, la perte de tous les résultats de la civilisation, le retour des hommes à la barbarie primitive », ce qui s’étend par conséquent aux classes prolétariennes. Il tente ensuite une attaque de la vision manichéenne : l’anarchie serait le règne des « méchants » et l’asservissement des « bons ». Tolstoï note l’usage constant chez les intellectuels de son époque du mot « barbarie », notant que celle-ci a lieu aujourd’hui en raison des conditions des basses classes. Ainsi, il faut revoir l’organisation de l’État moderne, afin d’assurer une capacité plus optimale dans la gestion de crise, permettre une résilience accrue pour la population.
Cet état des choses relève d’une infantilisation de l’homme, qui efface son aspect empirique en raison de la menace de guerre constante. Il accuse les gouvernements d’ « irriter à plaisir les uns » pour ensuite venir réclamer au peuple de quoi assurer la défense de celui-ci. Les gouvernements jouent donc un double jeu afin de conquérir les nations étrangères et leurs ressources, afin de « faire passer toute la terre aux mains des compagnies, des banquiers, des richards, de tous ceux qui ne travaillent pas ». On peut y voir une critique du patriotisme et du nationalisme. 
Il fait aussi l’éloge en cette fin de siècle d’un mouvement autonome, sans l’appui des gouvernements : la création de fondations sociales, en particulier des syndicats. La population peut donc s’organiser seule, en particulier les communautés paysannes loin du pouvoir centralisé, en se basant sur « la coutume, l’opinion publique, le sentiment de la justice et de la solidarité sociale ».
Le peuple s’opposerait donc aux riches et aux gouvernements, qui n’ont aucune morale et qui utilisent la violence organisée comme arme, et étendent leur manque de moralité et de sens de la justice vers les classes pauvres qui ne s’uniraient plus, ne posséderaient plus de conscience de classe : « Si les hommes sont raisonnables, leurs rapports doivent être fondés sur la raison et non sur la violence de ceux d’entre eux qui se sont, par rencontre, emparés du pouvoir. Et c’est encore la condamnation des gouvernements ».

### Comment détruire les gouvernements?
Tolstoï explique que remplacer un gouvernement par un autre en usant de la violence ne serait que remettre en place une autre dictature. Les solutions proposées par les socialistes, puisqu’elles se basent sur l’utilisation de la violence organisée, ne sont qu’une forme nouvelle de l’esclavage. Quelles solutions reste-il ?
Il exprime l’idée qu’il faut abolir la violence : « essayer de détruire la violence par la violence, c’est vouloir éteindre le feu par le feu, inonder un pays pour refluer les eaux d’un fleuve qui déborde, c’est creuser un trou dans le sol pour avoir de la terre afin d’en combler un autre ». Il fait l’éloge du pacifisme en utilisant l’exemple de la colonisation des Amériques, où les colons avaient un intérêt personnel à marcher contre d’autres d’hommes afin d’accaparer les richesses pour eux-mêmes alors que la colonisation de l’Afrique se fait contre d’autres hommes mais pour l’intérêt des gouvernements. L’organisation étatique permet donc de déresponsabiliser les hommes, d’organiser une division du travail au sein même de l’organisation sociale. La liberté est donc inaccessible, car l’homme soumis au gouvernement depuis sa naissance, n’a même pas l’idée de ce que pourrait être celle-ci. 
La discipline est une arme des gouvernements. Elle est caractérisée par le patriotisme « ce n’est pas sans raison que les empereurs, les rois, les présidents font si grand prix de la discipline, s’effrayent chaque fois qu’elle a été violée, et attachent une importance considérable aux revues, manœuvres, aux parades, aux défilés et à toutes les sottises du même genre » et par l’éducation, qu’il résume par «  une éducation pseudo-religieuse et patriotique ».
La seule solution serait de dénoncer ce mensonge officiel, que la haine des peuples n’est due qu’au nationalisme, que les gouvernements utilisent comme argument pour justifier la défense nationale, ce que Tolstoï appelle plus simplement, la guerre.

### Que doit faire chacun de nous?
Comme solution, Tolstoï propose une prise de conscience individuelle de la situation de chaque homme. L’homme doit refuser les projets des gouvernements et refuser le système sur lequel il repose et les solutions de façade de celui-ci. Le socialisme ne serait qu’une continuité des valeurs bourgeoises basées sur l’économie politique, en opposition avec les idées du prolétariat. Ils doivent donc refuser de jouir de biens provenant de l’industrie et cesser de participer au « régime de servitude ». Il rejoint ainsi l’idée d'Étienne de La Boétie qui expose dans Discours de la servitude volontaire, que chaque peuple doit refuser le pouvoir (dans le contexte de la Boétie celui-ci est l’absolutisme). On peut aussi retrouver cette idée chez Henry David Thoreau dans La Désobéissance civile, publié en 1849.
Il faut « sacrifier son égoïsme et que, s’ils veulent réellement porter secours à leurs frères et non pas satisfaire des convoitises personnelles, ils doivent être prêts à bousculer leur vie, à renoncer à leurs habitudes, à perdre les avantages dont ils jouissent aujourd’hui, à soutenir une lutte acharnée avec les gouvernements, surtout avec eux-mêmes et avec leurs familles, prêts afin à braver la persécution par le mépris des lois ».
Le refus du paiement de l’impôt, de la participation aux conflits armés, refuser les statuts de haut fonctionnaire et refuser toutes interactions monétaires (impôts, pensions...) et honorifiques (récompenses, honneurs...) ainsi le refus de la propriété privée formerait l’ensemble des solutions que propose Tolstoï aux problèmes des prolétaires.
Cependant, conscient de l’aspect purement utopiste de son projet, il exprime son regret face à l’importance des liens de dépendances entre peuples et gouvernements. Mais l’homme peut travailler sur lui afin de réduire son impact et son rôle. Il cite par exemple «  tout homme peut ne pas choisir les carrières de l’armée, de la police, de la magistrature ou des finances et peut préférer à un emploi public grassement rétribué un métier indépendant et moins rémunérateur ». C’est ce qu’il appelle « l’affaiblissement progressif des gouvernements ». Celui-ci ne pourrait très bien jamais avoir lieu, mais rien ne peut empêcher selon Tolstoï que l’homme « libre » distingue de lui-même le bien et le mal, d’où une certaine idée de la justice sociale et morale.